# Mark Irwin
Mark Irwin (Toronto, 7 agosto 1950) è un direttore della fotografia canadese.

## Biografia
Celebre per le sue collaborazioni con David Croneberg tra il 1979 e il 1986, per il quale ha diretto la fotografia de La zona morta; in seguito a una collaborazione con il regista Wes Craven ha diretto la fotografia di Scream - Chi urla muore. Tra il 1994 e il 2001 ha inoltre collaborato con i fratelli Farrelly, per i quali ha diretto la fotografia di tutti i loro film, tra cui Scemo & più scemo e Tutti pazzi per Mary.
Ha vinto quattro volte il premio della Canadian Society of Cinematographers per i film Videodrome, La zona morta, Spalle larghe e La mosca. È stato inoltre candidato ai Genie Award per la pellicola Videodrome.

## Filmografia

### Cinema
- Starship Invasions, regia di Ed Hunt (1977)
- Veloci di mestiere (Fast Company), regia di David Cronenberg (1979)
- Brood - La covata malefica (The Brood), regia di David Cronenberg (1979)
- Il killer della notte (Night School), regia di Ken Hughes (1981)
- Scanners, regia di David Cronenberg (1981)
- Videodrome, regia di David Cronenberg (1983)
- La zona morta (The Dead Zone), regia di David Cronenberg (1983)
- Protector (The Protector), regia di James Glickenhaus (1985)
- Artie Shaw: Time Is All You've Got, regia di Brigitte Berman - documentario (1986)
- Spalle larghe (Youngblood), regia di Peter Markle (1986)
- La mosca (The Fly), regia di David Cronenberg (1986)
- Assalto al network (Pass the Ammo), regia di David Beaird (1988)
- Blob - Il fluido che uccide (The Blob), regia di Chuck Russell (1988)
- Ammazzavampiri 2 (Fright Night Part 2), regia di Tommy Lee Wallace (1988)
- Bat*21, regia di Peter Markle (1988)
- Classe 1999 (Class of 1999), regia di Mark L. Lester (1990)
- Arma non convenzionale (I Come in Peace), regia di Craig R. Baxley (1990)
- RoboCop 2, regia di Irvin Kershner (1990)
- Resa dei conti a Little Tokyo (Showdown in Little Tokyo), regia di Mark L. Lester (1991)
- Passenger 57 - Terrore ad alta quota (Passenger 57), regia di Kevin Hooks (1992)
- Squadra investigativa speciale S.I.S. giustizia sommaria (Extreme Justice), regia di Mark L. Lester (1993)
- Piccoli grandi eroi (D2: The Mighty Ducks), regia di Sam Weisman (1994)
- Nightmare - Nuovo incubo (Wes Craven's New Nightmare), regia di Wes Craven (1994)
- Scemo & più scemo (Dumb and Dumber), regia di Peter Farrelly (1994)
- La notte del fuggitivo (Night of the Running Man), regia di Mark L. Lester (1995)
- Vampiro a Brooklyn (Vampire in Brooklyn), regia di Wes Craven (1995)
- Kingpin, regia di Peter e Bobby Farrelly (1996)
- Non guardare indietro (Don't Look Back), regia di Geoff Murphy (1996)
- Scream, regia di Wes Craven (1996)
- Steel, regia di Kenneth Johnson (1997)
- Tutti pazzi per Mary (There's Something About Mary), regia di Peter e Bobby Farrelly (1998)
- Nonna trovami una moglie (Zack and Reba), regia di Nicole Bettauer (1998)
- 10 cose che odio di te (10 Things I Hate About You), regia di Gil Junger (1999)
- Road Trip, regia di Todd Phillips (2000)
- Io, me & Irene (Me, Myself & Irene), regia di Peter e Bobby Farrelly (2000)
- Dimmi che non è vero (Say It Isn't So), regia di James B. Rogers (2001)
- Freddy Got Fingered, regia di Tom Green (2001)
- American Pie 2, regia di James B. Rogers (2001)
- Osmosis Jones, regia di Peter e Bobby Farrelly (2001)
- Old School, regia di Todd Phillips (2003)
- Malibu's Most Wanted - Rapimento a Malibu (Malibu's Most Wanted), regia di John Whitesell (2003)
- Scary Movie 3 - Una risata vi seppellirà (Scary Movie 3), regia di David Zucker (2003)
- The Ringer - L'imbucato (The Ringer), regia di Barry W. Blaustein (2005)
- Cocco di nonna (Grandma's Boy), regia di Nicholaus Goossen (2006)
- FBI: Operazione tata (Big Momma's House 2), regia di John Whitesell (2006)
- Conciati per le feste (Deck the Halls), regia di John Whitesell (2006)
- Sydney White - Biancaneve al college (Sydney White), regia di Joe Nussbaum (2007)
- Blonde Ambition - Una bionda a NY (Blonde Ambition), regia di Scott Marshall (2007)
- Dance Flick, regia di Damien Dante Wayans (2009)
- Concrete Blondes, regia di Nicholas Kalikow (2012)
- Un uragano all'improvviso (The Layover), regia di William H. Macy (2017)
- Junglee, regia di Chuck Russell (2019)
- Mio padre è un sicario (The Retirement Plan), regia di Tim J. Brown (2023)

### Televisione
- Mamma, io vengo da un altro pianeta? (Can of Worms), regia di Paul Schneider - film TV (1999)
- Un fidanzato venuto dal futuro (My Future Boyfriend), regia di Michael Lange - film TV (2011)
- L'amore non dorme mai (No Sleep 'Til Christmas), regia di Phil Traill - film TV (2018)
- Pup Academy - serie TV, episodio 1x01 (2019)